# نیما شفیق‌دوست
نیما شفیق‌دوست (۱۳۸۵ – ۱۳ مهر ۱۴۰۱) دانش‌آموز معترض ۱۶ سالهٔ ایرانی بود که در خیزش ۱۴۰۱ ایران مجروح شد و مدتی بعد، پس از بازداشت توسط نیروهای امنیتی در ارومیه کشته شد.

## زندگی
نیما شفیق‌دوست در سال ۱۳۸۵ در روستای زین‌دشت از توابع سلماس متولد شد. او به همراه خانواده‌اش در ارومیه زندگی می‌کرد و دانش‌آموز بود.

## کشته‌شدن
شفیق‌دوست در جریان خیزش ۱۴۰۱ ایران در شهر ارومیه با گلوله جنگی مجروح شد؛ اما از ترس بازداشت‌شدن در زیرزمین خانهٔ پدری تحت مداوا قرار گرفت. پس از مدتی توسط نیروهای امنیتی، شناسایی و در خانه بازداشت شد. با وجود وضعیت وخیم جسمی‌اش باز هم مأموران از بردنش به بیمارستان خودداری کردند.
شفیق‌دوست در ۱۳ مهر ۱۴۰۱ و در ۱۶ سالگی، به‌دلیل شدت جراحات در بازداشتگاه کشته‌شد. خانوادهٔ او پس از چند روز بی‌خبری پیکر او را از نهادهای امنیتی تحویل گرفتند.

## ادعای جمهوری اسلامی
فرمانده انتظامی شهرستان ارومیه گفت: «با بررسی‌های صورت گرفته، مشخص شد که «نیما شفق دوست» حدود ۳ هفته پیش به علت اینکه توسط سگ گاز گرفته شده، به یکی از مراکز درمانی ارومیه مراجعه و سپس از ادامه درمان در بیمارستان خودداری کرده است و به علت شدت عفونت گازگرفتگی فوت کرد.»
اساساً مسئولان حکومت جمهوری اسلامی دلیل کشته‌شدن معترضان را خودکشی، بیماری زمینه‌ای، گاز گرفتن سگ و نیز شلیک معترضان به یکدیگر اعلام می‌کنند.